# Bartošova Lehôtka
Bartošova Lehôtka és un poble i municipi d'Eslovàquia. Es troba a la regió de Banská Bystrica.

## Història
La primera menció escrita de la vila es remunta al 1396.

## Demografia
| Godina             | 1994 | 2004   | 2014   | 2024    |
| ------------------ | ---- | ------ | ------ | ------- |
| Nombre de persones | 410  | 410    | 384    | 345     |
| Diferència         |      | +1,42% | −6,34% | −10,15% |

| Godina             | 2023 | 2024   |
| ------------------ | ---- | ------ |
| Nombre de persones | 350  | 345    |
| Diferència         |      | −1,42% |